# انجک
انجک (نام علمی: Schizothorax zarudnyi) یا ماهی سفیدک سیستان نام یک گونه از سرده سینه‌چاک است و متعلق به خانوادهی کپورماهیان و در کشور ایران بومی حوضه سیستان می‌باشد.

### نام‌ها
- نام‌ها :ماهی سفیدک سیستان، شیر ماهی، انجک، هامون ماهی، خواجو، شیزوتوراکس زارودنی
- نام محلی: انجک

## زیستگاه
از زیستگاه‌های گزارش شده ماهی سفیدک سیستان
بومی در ایران حوضه آبریز سیستان در دریاچه هامون، چاه نیمه‌ها و رود هیرمند است.

### مشخصات زیستگاه
مشخصات زیستگاه ماهی سفیدک سیستان ساکن آب شیرین بستر و دور از بستر مهاجر در آب شیرین ساکن نواحی نیمه گرمسیری
در دریاچه‌ها بسترهای پوشیده از نی در ابگیرهای سیستان مشاهده شده‌است جوانترها احتمالاً در زمان طغیان رودها به بالادست می‌روند و بالغین در دریاچه‌ها می‌مانند.

## مشخصات ظاهری رفتاری و فیزیولوژیک ماهی انجک
- شکل بدن: باله پشتی دارای ۴۳ شعاع سخت و - شعاع نرم | باله مخرجی دارای ۳ شعاع سخت و ۵ شعاع نرم | باله سینه ای دارای ۱۷–۱۸ شعاع نرم | باله شکمی دارای ۸–۹ شعاع نرم | جاروییهای آبشنی (Gill Rakers) بلند و تعدادشان برابر ۲۴–۴۱ عدد | خط جانبی دارای ۹۳–۱۱۴ فلس | تعداد مهره‌ها ۴۷–۴۹ عدد | باله‌های زوج کوچک | فرمول بندان حلفی متنوع بیشتر ۵٫۳۲–۲۳٫۵ است و شکل قاشقی دارد | بدن کشیده | مجرای گوارشی کشیده و مارپیچ | رنگ کلی بدن نقرهای ناحیه پشت و سر تیره‌تر با نقاط نامحسوس، تیره پهلوها ممکن است لکه و خال داشته باشد روی شعاعهای باله و غشاء أن ملاتوفور وجود دارد ترهای بالغ ممکن است باله قرمز داشته باشند. جوانترها بیش از بالغین نقره ای هستند | رنگ بدن با محیط تغییر می‌کند در زیستگاه‌های گل آلود پشت و باله‌ها سبز زیتونی کمرنگ و پهلوها زرد روشن و شکم سفید کمرنگ است اما در محیط‌های ابی پوشیده از گیاهان پشت و پهلو تیره‌تر است. گاه شکم نیز تیره می‌گردد | زیر گلو معمولاً بدون فلس یا دارای فلسهای پراکنده در نمونه‌های بزرگ سپیلکهای روی پوزه به خط عمود فرضی که از سوراخ بینی عقبی گذشته می‌رسد و سبیلکهای کنج لب تا خط عمود فرضی که از وسط چشم می‌گذرد می رسد.
- اندازه: حداکثر طول کل ۶۲٫۱ سانتیمتر و حداکثر وزن ۲۲ کیلوگرم گزارش شده‌است در صیدهای تجاری میانگین وزنی بین ۳۰۰ گرم تا ۲ کیلوگرم است. اخیراً اوزان بسیار بالا تا ۱۲ کیلوگرم گزارش شده‌است.
- غذا :ماهیان کوچک گیاهخوار هستند و رژیم با افزایش سن تغییر می‌کند

نتایج پژوهشی در چاه نیمه‌های سیستان این ماهی را همه چیز خوار با تمایل به گیاهخواری اعلام کرده‌است محتویات دستگاه گوارش شامل سخت پوستان نرمندان، جلبکهای زرد و قهوه ای جلبکهای سبز گیاهان، مالی مواد، آواری گل و لای و بویژه ماهیان ریز از جمله کامبوزیا بوده‌است.
- ژنتیک: تعداد کروموزومها ۹۶=2n است. ویژگیهای رفتاری بی خطر برای انسان

## تولید مثل ماهی انجک
نرها دارای برجستگیهای جنسی روی پوزه و فلسها. هستند ماده‌ها در فصل جفتگیری شکمی نرم‌تر و بزرگ دارند.
تخم‌های مشاهده شده در بهار رسیده اما بسیار کوچک هستند. در ماه دسامبر ماهیان دارای تخم زردرنگ صید شده‌اند در ماه اسفند ماهی بالغ است. انکوباسیون در دمای ۱۶٫۲ تا ۱۷٫۷۵ درجه سانتیگراد ۶–۷ روز زمان می‌برد.
حداکثر قطر تخم ۳٫۸ میلیمتر
میانگین هماوری مطلق و نسبی در ماهیان بین ۴۰۰ تا ۱۳۸۰ گرمی به ترتیب ۲۶۲۵۶ و ۳۴۴۱۸ بوده‌است.
تخمدان این گونه از نوع Synchronous و از گروه یک بار تخم ریز Single Spawner) است.
تخم‌ها چسبناک و در برابر جریان‌ها مقاوم هستند.
نسبت جنسی تو به ماده ۱۱ به ۱ است.
در دریاچه‌ها بچه ماهی دیده نمی‌شود که علت آن می‌تواند تخمریزی در خارج دریاچه باشد.